# Жилин, Павел Андреевич (механик)
Павел Андреевич Жилин (8 февраля 1942 — 3 декабря 2005) — советский и российский учёный в области механики сплошной среды и педагог высшей школы. Доктор физико-математических наук. Профессор.

## Биография
С 1959 по 1965 год учился в Ленинградском политехническом институте, специализировался по кафедре «Механика и процессы управления» физико-механического факультета. С 1965 по 1967 гг. работал инженером в отделе прочности гидротурбин Центрального котлотурбинного института. В 1967 году был принят на кафедру «Механики и процессов управления», ассистент, затем — старший научный сотрудник, доцент и профессор. Ученик Анатолия Исааковича Лурье. В 1968 году защитил диссертацию по теме «Теория ребристых оболочек» на соискание учёной степени кандидат физико-математических наук. В 1974—1975 годах проходил стажировку в Датском техническом университете. В 1984 году защитил диссертацию по теме «Теория простых оболочек и ее приложения» на соискание учёной степени доктор физико-математических наук. В 1988 году был приглашён в Ярмукский университет (Иордания), преподавал курс «Механика сплошных сред» на физическом факультете.
С 1989 года заведовал кафедрой «Теоретическая механика» Ленинградского политехнического института (Ленинградского государственного технического университета). В 1994 году по приглашению Д. А. Индейцева возглавил лабораторию «Динамика механических систем» Института проблем машиноведения РАН. Был избран членом Российского национального комитета по теоретической и прикладной механике, членом Международного общества прикладной математики и механики (GAMM), членом президиума Научно-методического совета по прикладной механике Министерства высшего образования и науки Российской Федерации.
Создал научную школу, среди учеников шестнадцать кандидатов и шесть докторов наук. Автор свыше 200 научных работ.
Похоронен в колумбарии при Петербургском крематории

## Научные интересы
Фундаментальные результаты в теории пластин и оболочек, нелинейной теории стержней, теории упругости, механике неупругих сплошных сред; теории ребристых оболочек, теории колебаний и устойчивости оболочек, теории пластин, теории стержней, тензорном исчислении, динамике абсолютно твёрдого тела, механике сред сложной структуры, в том числе теории сред Коссера, общих вопросах механики и электродинамики, теории электромагнитных сплошных сред.

## Высказывания
Человеку нравится любая деятельность, которая начинает у него получаться